# گاوماهی ائوسن
گاوماهی ائوسن (نام علمی: Eolactoria sorbinii) نام یک گونه از تیره صندوق‌ماهیان است.